# احتكام إلى نتائج (مغالطة)

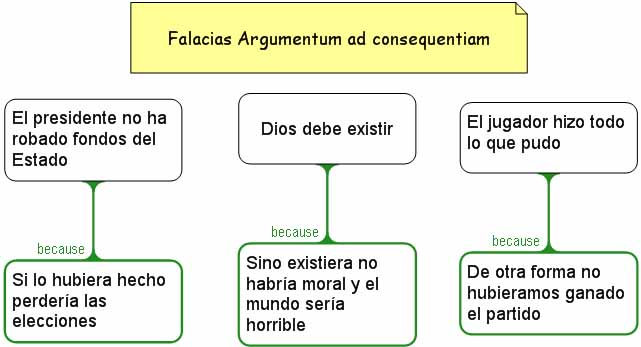

الاحتكام إلى النتائج (بالإنجليزية: Appeal to consequences)‏ ، إن مغالطة الاحتكام إلى النتائج، تحصل حينما يتم تقييم صحة الدعوى من خطئها من خلال النتيجة التي تؤدي إليها الدعوى لا من خلال إثبات منطقي لصحة الدعوى. وهذه المغالطة تسير على النحو التالي، باعتبار وجود دعوى (س):
- (س) صحيحة، لأن الناس إذا لم يقبلوا (س) كأمر صحيح، فسوف يكون هناك عواقب وخيمة.
- (س) خاطئة، لأن الناس إذا لم يقبوا (س) كأمر خاطئ، فسوف يكون هناك عواقب وخيمة.
- (س) صحيحة، لأن قبول (س) كأمر صحيح سيكون له عواقب إيجابية.
- (س) خاطئة، لأن قبول (س) كأمر خاطئ سيكون له عواقب إيجابية.
- «أتمنى لو أن (س) صحيحة»، «إذن (س) صحيحة». وهذا النوع يسمى بالتفكير الرغائبي (القائم على الرغبة).
- «أتمنى لو أن (س) خاطئة»، «إذن (س) خاطئة». وهذا أيضا يسمى بالتفكير الرغائبي (القائم على الرغبة).

هذا اللون يعتبر مغالطة لأنه ليس هناك علاقة منطقية بين نتائج الاعتقاد بقضية ما، وبين صحة هذه القضية من خطئها.
وهنا يجب التفرقة بين ما يسمى: 
- «سبب عقلاني للتصديق»، وهو تصديق قائم على الدليل، ويقود بشكل منطقي وعقلاني إلى الدعوى.
- وبين «سبب تحوطي للتصديق»، وهو قائم على وجود دافع، فقبول الدعوى بسبب عوامل خارجية (مثل تهديد أو خوف أو مصلحة أو مفسدة قد تنتج عن قبول الدعوى) وهذا يتعلق بقيم الشخص ومبادئه، وليس بصحة الدعوى من خطئها. فارتكاب هذه المغالطة ينتج دائماً عن النوع الثاني.

وهذا أكثر ما يتضح في التفكير الرغائبي، فمجرد تمني دعوى ما تكون صحيحة لايجعلها صحيحة، ولا العكس. وهذا يختلف عن «الاحتكام إلى اعتقاد الناس» والذي يجعل من اعتقاد الناس بأن دعوى (س) صحيحة دليلاً على كون (س) صحيحة.

## أمثلة
- «الدولة يجب أن تكون موجودة، فبدون وجود الدولة ستصبح الأمور فوضى تامة وسيموت الكثير من الناس بسبب الحروب الأهلية.»
- «لا أستطيع تصديق أنه سوف تنشأ حرب نووية قريباً ! إذا صدقت هذا فكيف سأدرس وأعمل وأمارس حياتي بشكل طبيعي؟»
- «من المؤكد أن نظرية التطور مغلوطة، وإلا فكيف نرضى أن ننزل لمنزلة الحيوانات ونكون مجرد حيوانات أخرى! هذه إهانة كبيرة»